# Geistige Landesverteidigung

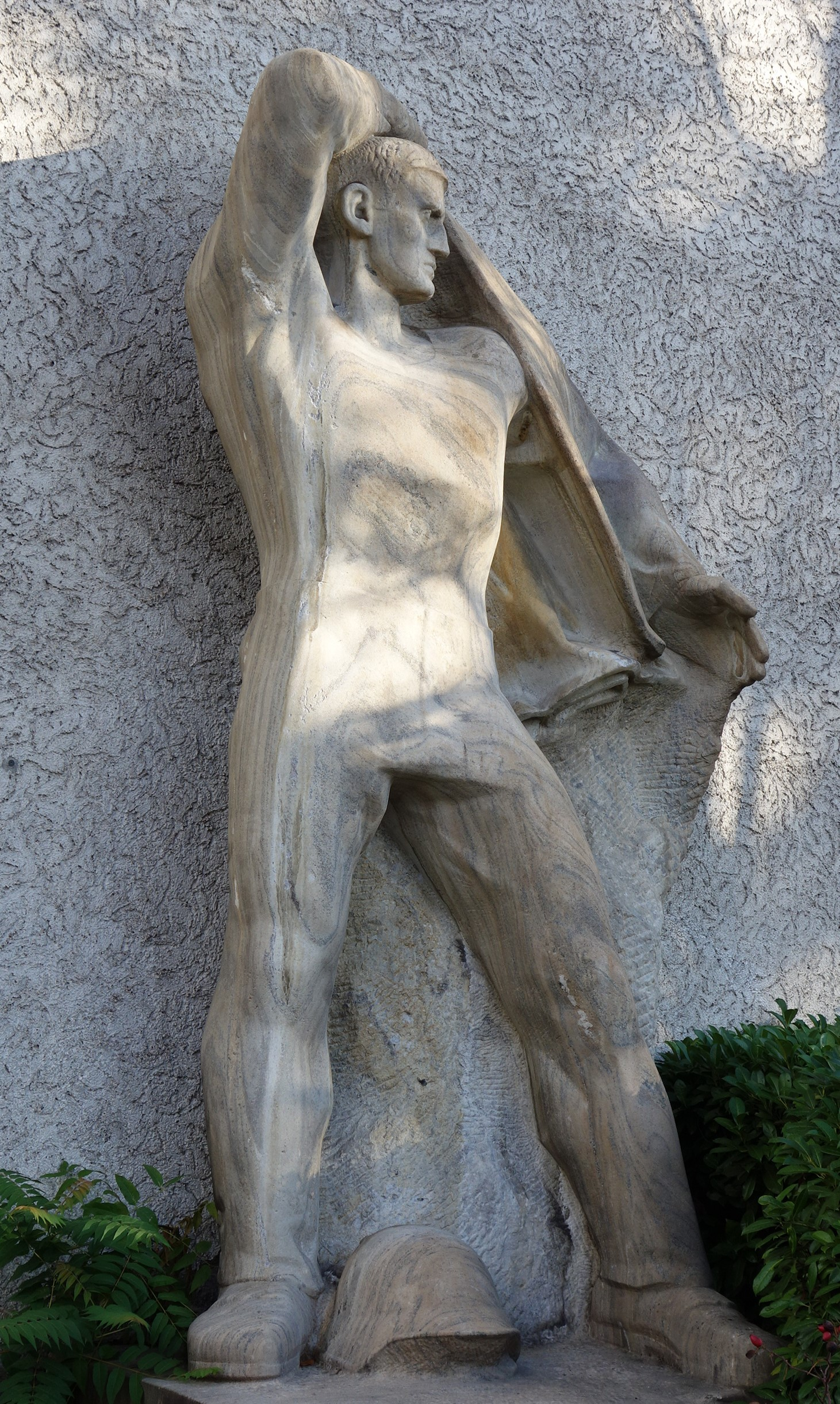
Marmorskulptur Wehrbereitschaft von Hans Brandenberger 1943–1947, das Original in Bronze war ein Symbol der Landi 1939

Die Geistige Landesverteidigung (französisch défense [nationale] spirituelle) war eine politisch-kulturelle Bewegung in der Schweiz, die schon zuvor erläutert, aber speziell ab ca. 1932 bis in die 1960er Jahre aktiv von den Schweizer Behörden, speziellen Institutionen, Gelehrten und der Presse, aber auch von Kulturschaffenden getragen wurde. Das Ziel dieser Bewegung war die parteienübergreifende Stärkung von als «schweizerisch» wahrgenommenen Werten und Bräuchen, um damit totalitäre Ideologien abzuwehren. Zuerst richtete sie sich vornehmlich gegen den Nationalsozialismus und den Faschismus, später während des Kalten Krieges gegen den Kommunismus. Selbst als die Geistige Landesverteidigung nicht mehr aktiv von den Behörden betrieben wurde, blieben die kulturellen, antitotalitären Werte wirksam, und noch heute verwenden schweizerische Politiker Begriffe und Metaphern der Geistigen Landesverteidigung.

## Vorgeschichte
Am 19. Juni 1935 reichte der sozialdemokratische Basler Nationalrat Fritz Hauser der Bundesversammlung ein Postulat ein, worin er den Bundesrat aufforderte, zu prüfen, wie die geistige Unabhängigkeit der Kultur in der Schweiz angesichts des bedrohlichen nationalsozialistischen Systems in Deutschland zu bewahren sei. Eine Woche später übergab der Schweizerische Schriftsteller-Verein (SSV) (Felix Moeschlin, Karl Naef) Bundesrat Philipp Etter ein Grundsatzpapier zur eidgenössischen Kulturpolitik. Die Sozialdemokratische Partei der Schweiz (SPS) knüpfte ihre Zustimmung zur bundesrätlichen Wehrvorlage unter anderem an folgende Bedingung: Bekämpfung aller innerpolitischen Tendenzen, die im Widerspruch zum schweizerischen Volkswillen eine Verkümmerung der demokratischen Freiheits- und Selbstbestimmungsrechte der Bürger und die Ausschaltung des Einflusses der verfassungsmässigen Instanzen auf den Staat und seine Politik anstreben. Der Zürcher SPS-Parteitag von 1936 lehnte den Wehrkredit jedoch ab. Die bedingungslose Anerkennung der Legitimität der Landesverteidigung folgte im Januar 1937 durch den Beitritt der SPS zur Richtlinienbewegung.

## Botschaft des Bundesrates zur Geistigen Landesverteidigung
In der Botschaft des Bundesrates über die Organisation und die Aufgabe der schweizerischen Kulturwahrung und Kulturwerbung vom 9. Dezember 1938 wurde die Schaffung der privatrechtlich organisierten und vom Bund subventionierten Kulturstiftung Pro Helvetia beantragt. Sie sollte die Verteidigung gemeinsamer geistiger Werte der Schweiz gewährleisten, um so ein Gegengewicht zur «staatlich organisierten Propaganda aus den Nachbarstaaten» zu schaffen: Ist die bewaffnete Verteidigung des Landes; deren Vorbereitung und Organisation ausschliesslich eine Sache des Staates und primär Aufgabe des Landes, so möchten wir die geistige Landesverteidigung primär dem Bürger; dem Menschen; der freien Entfaltung des Geistes überlassen. Der Staat soll die erforderlichen Mittel zur Verfügung stellen und sich das Recht vorbehalten, deren Verwendung zu überwachen. Im übrigen aber sollen die geistigen Kräfte des Landes sich selbst mobilisieren und in die gemeinsame Front der Verteidigung einordnen.

## Nationalsozialismus und Zweiter Weltkrieg
Die Forderung nach einer «geistigen» Verteidigung der schweizerischen Demokratie gegen den Faschismus mit damals modernen Mitteln wie Radio und Film stammte aus linken Kreisen und erhielt grössere Aktualität, als Hitler 1933 in Deutschland die Macht übernahm. Damit schloss sich der Kreis um die Schweiz, da nun in allen Nachbarländern der Schweiz – ausser in Frankreich – faschistisch-autoritäre Regierungen an der Macht waren. In dieser ersten Phase hatte die Geistige Landesverteidigung einen deutlich antideutschen Charakter, da die schweizerische Eigenart vornehmlich gegenüber Deutschland betont werden sollte. Eine Spezialform der Geistigen Landesverteidigung stellte der so genannte Elvetismo im Tessin dar, wo es um die Abwehr des italienischen Irredentismus ging – d. h. die Betonung der Tessiner Eigenart gegenüber Italien.
Die zentrale Idee der Geistigen Landesverteidigung war die Schaffung einer «Volksgemeinschaft» in der Schweiz. Dies bedeutete die Überwindung der Klassengegensätze und die Erschaffung einer geschlossenen schweizerischen Identität, einer «Schicksalsgemeinschaft», die kulturelle Unterschiede und die Viersprachigkeit der Schweiz mit einschloss. Der von Jost diesbezüglich geprägte Begriff des «helvetischen Totalitarismus» greift zu kurz, da er sich einseitig nur auf die bürgerliche Geistige Landesverteidigung bezieht. Ab 1938 wurde die Geistige Landesverteidigung offiziell vom Bundesrat mitgetragen. Bundesrat Philipp Etter legte in einer grundlegenden Schrift die Betonung vor allem auf die Zugehörigkeit der Schweiz zu den drei dominanten europäischen Kulturkreisen, die kulturelle Vielfalt, der bündische Charakter der Demokratie und die Ehrfurcht vor der Würde und Freiheit des Menschen. Je nach politischer Gesinnung wurden zudem weitere Ideen in die Bewegung projiziert wie der Föderalismus, der bäuerliche Charakter der Schweiz, soziale Gerechtigkeit, Religionsfreiheit etc.
Die Landesausstellung 1939 in Zürich gilt als wirkungsvollster Ausdruck der Geistigen Landesverteidigung. Der so genannte «Landigeist» durchströmte die Schweiz und gab den Menschen kurz vor dem Ausbruch des Zweiten Weltkrieges das Gefühl eines ungebrochenen Willens der Schweiz zur Selbständigkeit gegen alle Ansprüche aus Deutschland und der unfreiwilligen Einvernahme des deutschen Teils der Schweiz in ein zu schaffendes grossdeutsches Reich, nachdem bereits Österreich und das Sudetenland in Deutschland eingegliedert worden waren.
Das Hauptproblem der Geistigen Landesverteidigung stellte der Einfluss der staatlich gelenkten deutschen und italienischen Propaganda dar, die vornehmlich über Radio, Bücher und Zeitschriften in die Schweiz einwirkte. Um diesen Einflüssen entgegenzutreten, wurden von privater wie staatlicher Seite kulturelle Institutionen geschaffen, die «schweizerische» Propaganda betrieben. Speziell die Kulturstiftung Pro Helvetia sowie die Neue Helvetische Gesellschaft und die Armee-Sektion Heer und Haus sind hier zu nennen. Auch das Schweizer Filmschaffen wurde erstmals stark gefördert, um die Geistige Landesverteidigung auch über die Kinos zu betreiben. Die bedeutendsten dieser Filme waren Leopold Lindtbergs Füsilier Wipf (1938) und Landammann Stauffacher (1941) sowie Franz Schnyders Gilberte de Courgenay (1941). Während des Zweiten Weltkriegs wurde die Geistige Landesverteidigung auch durch die Zensurmassnahmen der Abteilung Presse und Funkspruch unterstützt.

## Kalter Krieg
Nach dem Zweiten Weltkrieg blieb die Bewegung aktiv und richtete sich gegen die befürchtete Gefahr einer kommunistischen Unterwanderung. Dem antikommunistischen Zeitgeist entsprechend wurde die Betonung nun eher auf den demokratischen Rechts- und Sozialstaat sowie den Milizcharakter einer starken schweizerischen Armee gelegt. Die Geistige Landesverteidigung mündete zunehmend in eine von der Kritik «Bunkermentalität» genannte Geisteshaltung, politischen und teils auch geistigen Isolationismus und in eine Militarisierung der Zivilgesellschaft.

«Die geistige Landesverteidigung bezweckt die Stärkung des geistig-moralischen Widerstandswillens des Soldaten und Bürgers. Sie bedeutet eine Besinnung auf die Eigenart und den Wert unseres demokratischen Staates und soll die Überzeugung festigen, dass wir diese Werte gegen jede Beeinflussung und jede äußere Bedrohung verteidigen müssen.
Die geistige Landesverteidigung bei der Truppe ist ein Bestandteil der militärischen Ausbildung; sie wickelt sich innerhalb der militärischen Kommandoordnung ab. Mittel zu ihrer Pflege ist der Dienst Heer und Haus.»

Wegen der starken Kritik aus kulturellen und intellektuellen Kreisen mussten die schweizerischen Behörden ab 1962 die offizielle Förderung der Geistigen Landesverteidigung aufgeben. Dennoch förderte die schweizerische Armee weiterhin den Wehrwillen und propagierte die unbedingte Abhängigkeit der Schweiz von einer zahlenmässig starken und hochgerüsteten schweizerischen Milizarmee bei gleichzeitiger unbedingter politischer und wirtschaftlicher Neutralität.

## Nachwirken
Der Bundesrat bediente sich noch 1989 im Abstimmungskampf um die Armeeabschaffungsinitiative im Vokabular und in der Bildsprache bei der Geistigen Landesverteidigung. In ähnlicher Tradition standen auch die Feierlichkeiten zum Fünfzigjahrjubiläum der Kriegsmobilmachung 1989. Die Anlässe der so genannten «Diamant»-Feiern sollten den Geist der Aktivdienstgeneration in Hinblick auf bevorstehende Abstimmungen über die Beschaffung von neuem Rüstungsmaterial für die Armee wiederbeleben.
Auch politische Parteien, vornehmlich aus dem rechtsbürgerlichen Spektrum wie die SVP, bedienen sich bis zur heutigen Zeit der Ideen der Geistigen Landesverteidigung im Kampf gegen eine EU-Integration oder gegen die «Überfremdung» der Schweiz, so beispielsweise im Abstimmungkampf über den Beitritt der Schweiz zum Europäischen Wirtschaftsraum (EWR-Abstimmung 1992) oder bei der Kampagne gegen einen Beitritt der Schweiz zu den Abkommen von Schengen und Dublin 2005. Daneben leben die kulturellen Werte der Geistigen Landesverteidigung aus der Nachkriegszeit unbestritten weiter, etwa in der Sozialpartnerschaft.

## Zitat
«Auch die Vorstellungskraft ist eine ziemlich seltene Gabe. Der Grossteil unseres Volkes wird in den kommenden Jahren nicht darüber nachdenken wollen – nicht mehr als 1920, 1930 oder sogar später noch –, ob und wie das Land neuerdings bedroht werden könnte. Was wir, vor allen Dingen seit 1933, getan haben, um es aufzurütteln, um an sein Gewissen und an seine Wachsamkeit zu appellieren, wird immer wieder neu zu tun sein.»